# Volodymyr Mykhailovych Dudka
Volodymyr Mykhailovych Dudka (tiếng Ukraina: Володимир Михайлович Ду́дка; 30 tháng 9 năm 1964) là một sĩ quan thuộc Lực lượng Hải quân Ukraina. Ông là một trong những tù nhân chính trị của điện Kremli bị cáo buộc liên quan đến hoạt động phá hoại quân sự bán đảo Krym. Ông bị Tổng cục An ninh Liên bang Nga (FSB) bắt giữ vào ngày 9 tháng 11 năm 2016 ở thành phố Sevastopol và bị kết án 14 năm tù giam dưới chế độ nghiêm ngặt trong trại giam Simferopol vào ngày 4 tháng 4 năm 2019. 
Dudka được liệt kê trong nhiều danh sách tù nhân chính trị của các tổ chức nhân quyền thế giới, cũng như được các cơ quan chính phủ và nhà hoạt động nhân quyền ủng hộ và kêu gọi trả tự do. Năm 2021, Dudka được trao Huân chương Công trạng hạng III của chính quyền Ukraina.

## Tiểu sử

### Thời niên thiếu
Dudka sinh ngày 30 tháng 9 năm 1964 tại tỉnh Sumy của Liên Xô, nay thuộc Ukraina. Ông theo học trường Sumy số 8 trên đường Troitska (nay là trường Trung học Alexandrovskaya) và tốt nghiệp vào năm 1982. Theo lời của giáo viên chủ nhiệm Larisa Vasylivna, Dudka là một người chăm học, tham gia tích cực các hoạt động thể thao và luôn có ước mơ trở thành quân nhân trong tương lai. Ông sau đó làm việc cho công ty Hiệp hội Khoa học và Sản xuất chế tạo máy Frunze tại Sumy.

### Hoạt động quân đội
Năm 1982, Dudka nhập ngũ Lực lượng Vũ trang Liên Xô. Sau khi tốt nghiệp trường Hải quân số 41 ở Mykolaiv, ông tham gia chế độ quân dịch bắt buộc và phục vụ trong đơn vị liên lạc ở Hạm đội Baltic. Năm 1983, Dudka theo học khoa Tình báo tín hiệu ở trường Cao đẳng Hải quân Kalinigrad. Sau khi tốt nghiệp vào năm 1988, ông phục vụ trong Lữ đoàn trinh sát hạm số 112 thuộc Hạm đội Biển Đen ở thị xã Mirny trên vịnh Donuzlav, bán đảo Krym; trong đó, ông chỉ huy tàu SRZK Odograph và Ocean (thuộc lớp trinh sát hạm Vishnya). Kể từ đó, ông nhiều lần tham gia các nhiệm vụ trinh sát ở Địa Trung Hải và Đại Tây Dương. Năm 1989, gia đình của Dudka gồm người vợ Margarita Galushko và con trai Ilya Dudka Kavernikov chuyển đến Krym sinh sống.
Năm 1996, sau khi Hạm đội Biển Đen tan rã, Dudka chuyển công tác sang Lực lượng Hải quân Ukraina ở Krym. Từ năm 1997 đến năm 2001, ông đảm nhiệm vai trò chỉ huy tàu kiểm soát Simferopol dưới chức vụ đội trưởng dự bị cấp 2. Sau khi chiến hạm này bị ra lệnh bỏ hoang vào năm 2001, Dudka phục vụ vận hành theo ca tại sở chỉ huy của trụ sở Hải quan Ukraina. Theo lời của Maryna Koldina, bạn thời thơ ấu của Dudka, ông rất am hiểu về lịch sử quân đội và của Ukraina, và ông là người duy nhất được giao nhiệm vụ hộ tống các phái đoàn đến các địa điểm quan trọng ở Sevastopol.
Năm 2009, sau khi phục vụ Hải quân suốt 27 năm, Dudka nghỉ hưu sớm vì lí do sức khoẻ. Năm 2011, ông làm kĩ sư an toàn cơ động cho Bộ Quản lý Tình huống Khẩn cấp Ukraina và phụ trách công tác gỡ mìn còn sót lại sau Chiến tranh thế giới thứ hai tại các chiến trường và đường hầm Inkerman bên trong dãy núi Mekenziev. Theo Ilya Kavernikov, con trai của Dudka, các sĩ quan FSB ngay từ đầu rất quan tâm đến động tĩnh của Dudka, ngay cả chiếc xẻng ông dùng cũng được khám xét kĩ lưỡng. Khi công tác ngừng hoạt động sau sự kiện Liên bang Nga sáp nhập Krym năm 2014, Dudka lựa chọn ở lại Sevastopol để chăm sóc gia đình thay vì quay về Sumy ở Ukraina; tại đây, ông đảm nhận vị trí dân sự cho Bộ Quản lý Tình huống Khẩn cấp Liên bang Nga.

## Vụ án "nhóm mật vụ Ukraina"

### Bối cảnh
Sau sự sáp nhập của bán đảo Krym với Liên bang Nga năm 2014, chính quyền Moskva tiến hành dàn dựng các "âm mưu mật vụ Ukraina" để có cớ bắt giữ những người Ukraina còn sót lại trên bán đảo Krym nhằm mục đích "bảo vệ" dân tộc Nga và biện minh chính đáng cho cuộc xâm lược. Trước đó, Nga đã tiến hành kế hoạch bắt giữ đối với nhà làm phim Ukraina Oleg Sentsov và ba công dân Ukraina khác trong vùng chiếm đóng của Nga, và có hành vi tra tấn hai trong ba người nhằm ép quay video thú tội giả. Năm 2016, chính quyền triển khai hai cuộc bắt giữ, trong đó kế hoạch đầu tiên diễn ra vào tháng 8 bị cộng đồng quốc tế chỉ trích gay gắt do thiếu chứng cứ buộc tội bốn công dân Ukraina không có quan hệ gì với nhau.

### Quá trình bắt giữ và tra tấn

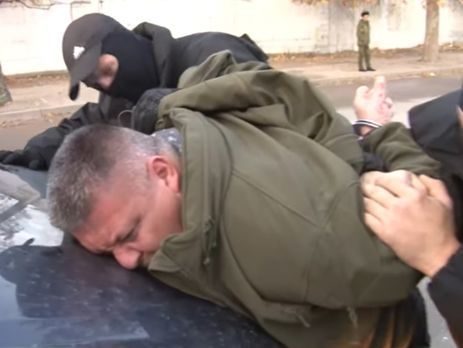
Volodymyr Dudka bị bắt giữ và áp giải lên ô tô bởi FSB.

Ngày 9 tháng 11 năm 2016, Dudka bị Tổng cục An ninh Liên bang Nga (FSB) bắt giữ tại thành phố Sevastopol trên đường đi đến bệnh viện chữa bệnh viêm loét dạ dày. Dudka là một trong ba nạn nhân trong vụ bắt giữ "nhóm mật vụ Krym" lần thứ hai do Nga triển khai năm 2016; lần này chính quyền Nga nhắm vào ba người có quen biết với nhau. Theo lời kể của Dudka và con trai ông Ilya Kavernikov, các sĩ quan của FSB đã chặn xe ông lại, dùng giẻ và băng dính để bịt mắt và miệng, rồi áp giải ông vào ô tô chở về căn hộ nơi ông sinh sống để khám xét. Tại đó, Dudka bị lấy mẫu nước bọt và cạo biểu mô trái phép. Khi một chiếc điện thoại không rõ người sở hữu, một danh thiếp giả và một cây súng hơi bị "phát hiện", ngay lập tức công tác điều tra kết thúc và Dudka bị đưa về trại giam Bakhchisaray. Tung tích của Dudka bị che giấu trong nhiều ngày theo sau đó.
Ngày 10 tháng 11, FSB tuyên bố Dudka là thành viên của "nhóm khủng bố phá hoại của Tổng cục Tình báo Chính thuộc Lực lượng Quốc phòng Ukraina". Ông bị buộc tội liên quan đến hành vi lên kế hoạch phá hoại cơ sở hạ tầng quân sự và phương tiện hỗ trợ ở Sevastopol. Ngày 12 tháng 11, theo lời khai, Dudka bị di chuyển từ trại giam Bakhchisaray đến trụ sở FSB ở Simferopol. Trên đường đi, các sĩ quan FSB còng tay và bịt mắt Dudka và bắt đầu chích điện nhằm ép buộc ông đầu thú và đe doạ người thân của ông. Quá trình tra tấn diễn ra trong suốt một giờ cho đến khi Dudka được đưa đến trụ sở FSB. Tại đây, ông được yêu cầu phải học thuộc nội dung trên một mảnh giấy và quay video thú tội, nếu không sẽ bị tra tấn lại như trước. Trong video thú tội, Ilya miêu tả rằng Dudka có "vẻ ngoài hốc hác và ốm yếu" và "cách diễn đạt bất thường".
Luật sư bào chữa cho Dudka, Oksana Zheleznyak, phải đợi đến ngày 14 tháng 11 mới được cho phép liên lạc với ông. Cuộc thảo luận với luật sư chỉ được kéo dài 17 phút với lí do Dudka phải nhanh chóng chuyển sang khu vực khác. Dudka kịp chia sẻ với luật sư rằng ông hoàn toàn vô tội và đang bị đe doạ thú tội. Ngoài ra, trong suốt quá trình bị tạm giam, Dudka không được cho điều trị bệnh viêm loét dạ dày, khiến cho bệnh tình ngày càng tiến triển xấu. Trong phiên tòa diễn ra sau đó, Dudka và Oleksiy Bessarabov (nạn nhân khác trong vụ bắt giữ) liên tục khai rằng họ đã bị tra tấn bằng điện giật trong những ngày đầu tiên bị tạm giam, nhưng những cáo buộc này bị Ban Điều tra Nga bác bỏ hoàn toàn.

### Truy tố hình sự

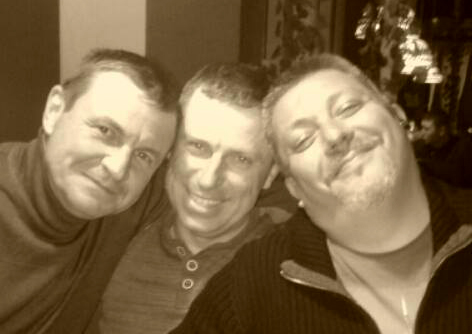
Ba nạn nhân bị bắt giữ trong vụ án "nhóm mật vụ Ukraina" (từ trái sang phải): Volodymyr Dudka, Oleksiy Bessarabov và Dmitry Shtyblykov.

Trong ba nạn nhân bị bắt giữ trong vụ án, có hai người là chuyên gia của tổ chức "Trung tâm Hỗ trợ Vấn đề Địa chính trị và Hợp tác Euro-Atlantic về Nghiên cứu Khu vực Biển Đen" với tên chính thức là "Nomos". Nomos bị buộc phải tan rã khi Nga xâm lược bán đảo Krym do các lo ngại chính trị. Mặc dù Dudka không thuộc tổ chức Nomos. do ông có kinh nghiệm về mìn trong sự nghiệp, chính quyền Nga quy kết ông với hai người còn lại thành một "băng đảng phá hoại" để tiện kết án.
Quá trình xét xử Dudka và Bessarabov kéo dài suốt 2,5 năm do các bị cáo liên tục chối tội. Sau phiên tòa đầu tiên, tòa án thành phố Sevastopol bị chiếm đóng và không thể đưa ra phán quyết cuối cùng; do đó, ngày 6 tháng 4 năm 2018, hồ sơ vụ án được trả về cho văn phòng công tố nhằm khắc phục những khúc mắc còn tồn tại. Ngày 2 tháng 8 năm 2018, tòa án thành phố Sevastopol mở lại phiên toà xem xét nội dung vụ án. Ngày 4 tháng 4 năm 2019, tòa án tuyên phạt hình sự Volodymyr Dudka 14 năm tù trong trại giam thuộc địa và phạt hành chính 350.000 rúp Nga với tội danh "Lên kế hoạch phá hoại có tổ chức" và "Tàng trữ trái phép vật liệu nổ có tổ chức". Đây được xem là bản án nặng nhất trong các vụ án liên quan đến người Ukraina ở Krym. Các luật sư bào chữa cho Dudka và Bessarabov miêu tả bằng chứng kết tội của FSB là "tệ hơn cả tiểu thuyết trinh thám dở nhất". Ngoài ra, Tòa án Tối cao Nga đã bác bỏ mọi kháng cáo của bị cáo về các sai phạm và hành vi làm giả chứng cứ trong quá trình buộc tội và bắt giữ.
Ngày 15 tháng 10 năm 2019, Toà án Tối cao Liên bang Nga tiến hành thực thi bản án. Cuối tháng 12 năm 2019, Dudka bị chuyển giao và giam giữ tại trại giam thuộc địa số 11 ở Stavropol trong vùng Stavropol thuộc Nga. Theo trang Facebook của Ilya, đến ngày 18 tháng 1 năm 2020, sức khoẻ của Dudka ngày càng suy giảm. Ông bị mắc chứng loét dạ dày, tăng huyết áp, da nổi mẩn, ung thư biểu mô tuyến tiền liệt và sỏi tiết niệu, nhưng ông vẫn  không được cung cấp dịch vụ y tế đầy đủ.

### Phản ứng
Tháng 6 năm 2018, Nghị viện châu Âu thông qua nghị quyết yêu cầu chính quyền Nga ngay lập tức trả tự do vô điều kiện cho các công dân Ukraina bị giam giữ, trong đó có Volodymyr Dudka. Nhà làm phim Oleg Sentsov, người đã từng bị bắt giữ bởi FSB, nhận xét rằng việc Dudka liên tục bị tra tấn nhưng vẫn không chịu đầu hàng đã khiến kế hoạch "chà đạp và sỉ nhục" của FSB trong vụ án bịa đặt này "thất bại".
Nhân ngày sinh nhật thứ 55 của Dudka và kỉ niệm năm thứ ba ông bị bắt giữ bởi chính quyền Nga vào ngày 30 tháng 9, nhiều nhà hoạt động nhân quyền, cựu tù nhân và người thân của ông tập trung tại Quảng trường Độc lập ở Kyiv đã gấp những chiếc thuyền giấy có dòng chữ "#FreeDudka" tượng trưng cho trinh sát hạm Odograph mà ông đã từng chỉ huy nhằm kêu gọi trả tự do cho Dudka. Ngày 18 tháng 1 năm 2020, Tổng lãnh sự Ukraina ở Rostov trên sông Đông Taras Malyshevsky đã đến trại giam thuộc địa số 11 ở Stavropol để thăm hỏi tình hình của Dudka.

## Công nhận
Bộ Ngoại giao Ukraina đã lên án mạnh mẽ chính quyền Nga tại Krym bắt giam trái phép công dân Ukraina, trong đó bao gồm Volodymyr Dudka và Oleksiy Bessarabov. Trong ngày kỷ niệm ba năm vụ bắt giữ Volodymyr Dudka, Hiệp hội Cựu chiến binh Lực lượng Quân sự và Hải quân Ukraina tuyên bố kêu gọi Tổng thống và công dân Ukraina không được lãng quên sự kiện bắt giữ trái phép ở Krym, và bất cứ sĩ quan Ukraina nào đang chịu đựng trong trại tra tấn của Nga đều được chính quyền hoan nghênh và bảo hộ.
Volodymyr Dudka được liệt kê trong nhiều danh sách những tù nhân chính trị của các chiến dịch nhân quyền, trong đó bao gồm danh sách của Trung tâm Nhân quyền Quốc tế "Memorial" và chiến dịch Nhân quyền Quốc tế "Let My People Go" kêu gọi thả tự do cho các tù nhân chính trị tại điện Kremli.
Ngày 24 tháng 8 năm 2021, nhân ngày Độc lập Ukraina, Volodymyr Dudka đã được trao tặng Huân chương Công trạng hạng III theo yêu cầu của Hiệp hội Người thân của Tù nhân Chính trị Điện Kremli, phê duyệt bởi Tổng thống Ukraina Volodymyr Zelensky.